# 天野有希子
天野 有希子（あまの ゆきこ、6月2日 - ）は、日本の舞台女優、声優。愛知県出身。血液型はA型。
以前は81プロデュース、演劇ユニット宇宙食堂に所属していた。

## 出演作品

### テレビアニメ
- 犬夜叉（子供）

### ゲーム
- KOF MAXIMUM IMPACT（チェ・リム）